# Фемінізм у Росії
Фемінізм у Росії виник у 18-му столітті, під впливом західноєвропейського Просвітництва і здебільшого в аристократичних колах. Протягом усього 19-го століття ідея фемінізму залишалася тісно пов'язаною з революційною політикою та соціальними реформами. У 20-му столітті російські феміністки, натхненні соціалістичною доктриною, перенесли свою увагу з благодійної діяльності на організацію селянок і фабричних робітниць. Після Лютневої революції 1917 року феміністичний лобізм виборов виборче право і загальну рівність жінок у суспільстві; однак у 1960-х і 1970-х роках жінки продовжували відчувати дискримінацію на певних шляхах кар'єри (включаючи політику), а також нерівність доходів і більший тягар роботи по дому. Незважаючи на це, занепокоєння про фемінізм в цей період ослабло. 
Після розпаду Радянського Союзу в 1991 році серед інтелігенції виникли феміністичні кола, хоча сам термін фемінізм продовжує мати негативні конотації серед сучасних росіян. У 21-му столітті деякі російські феміністки, такі як панк-рок гурт Pussy Riot, знову вдалися до антиурядових виступів, як, наприклад, у 2012 році на демонстраціях проти президента Володимира Путіна, що призвело до того, що вРосійській православній церкві назвали фемінізм «смертельним» гріхом.

## Походження

### 18 століття
Російський фемінізм виник у 18 столітті під впливом західноєвропейського Просвітництва та видатної ролі жінки як символу демократії та свободи у Французькій революції. Російські інтелектуали наступного 19 століття, такі як Олександр Пушкін та Олександр Герцен, позитивно писали про збільшення влади та незалежності жінок у їхньому суспільстві та підтримували зростаючу турботу про гендерну рівність. У романі «Що робити?», письменник Микола Чернишевський втілив нові феміністичні ідеї в героїні роману Вірі Павлівні, яка мріє про майбутнє утопічне суспільство з ідеальною рівноправністю статей.

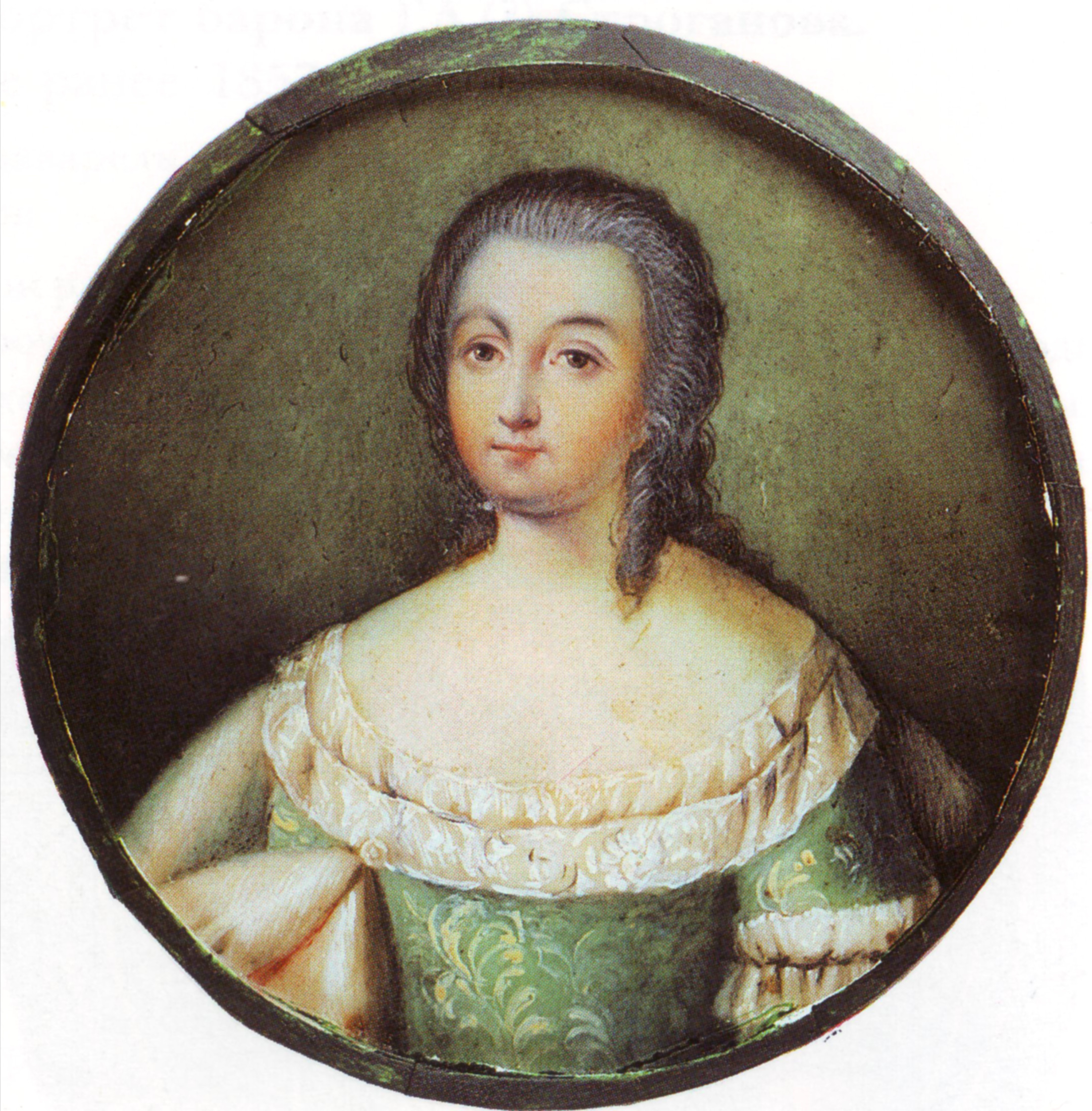
Портрет княгині Наталії Догорукової, першої жінки автобіографа в Росії та однієї з декабристок

У аристократичному російському суспільстві більші свободи, надані жінкам, привели до зростання нового типу жінки, включаючи таких знакових фігур, як Катерина ІІ, Марія Наришкіна та графиня Марія Розумовська. Жінки також почали конкурувати з чоловіками в літературній сфері, популярнішими стали російські письменниці, поетеси, мемуаристи.

### 19 століття
Послаблення обмежень на освіту і особисту свободу жінок, які були введені Петром І у 18 столітті створив новий клас освічених жінок, наприклад княжну Наталію Долгорукову, чиї «Записки» 1767 року стали першою автобіографією жінки в Росії. У 19 столітті Долгорукова була однією з «декабристок». Хоча дружини, сестри та матері чоловіків-декабристів поділяли ті ж ліберально- демократичні політичні погляди, що й їхні родичі-чоловіки, їх не звинувачували у зраді, оскільки вони були жінками; проте 11 з них, у тому числі Долгорукова та княжна Марія Волконська, все-таки вирішили супроводжувати своїх чоловіків, братів і синів до таборів. Хоча в масовій культурі їх зображували героїнями, декабристки наполягали на тому, що вони просто виконують свій обов'язок перед сім'єю. Перебуваючи в Сибіру, деякі з них піклувалися не тільки про своїх рідних, але й про інших ув'язнених. Вони також створили важливі установи, такі як бібліотеки та клініки, а також організовували лекції та концерти.

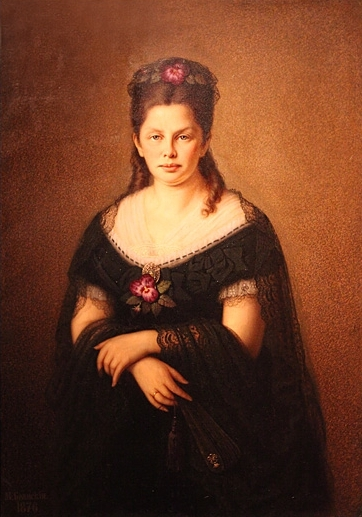
Анна Філософова, співзасновниця Російського жіночого взаємного благодійного товариства

В історичних творах того часу скромній відданості жінок-декабристок протиставляли інтриги та гедонізм аристократок 18 століття, таких як Катерина II, чиї ексцеси розглядалися як небезпека занадто раптового звільнення жінок. Незважаючи на те, що вони явно не підтримували феміністичний порядок денний, жінки-декабристки були використані як приклад наступними поколіннями російських феміністок, чия турбота про гендерну рівність також була пов'язана з революційними політичними подіями.
Наприкінці 19 століття інші аристократки почали відвертатися від витонченого життя суспільства і зосередилися на феміністичних реформах. Серед них була Анна Філософова, жінка з аристократичної московської родини, одружена з високопоставленим бюрократом, яка присвячувала свою енергію різноманітним товариствам і проєктам на користь бідних і знедолених у російському суспільстві, в тому числі жінок. Разом з Марією Трубніковою, Надією Стасовою та Євгенією Конраді лобіювала в Імператора створення та фінансування курсів вищої освіти для жінок. Вона також була членом-засновницею Російського жіночого взаємного благодійного товариства і відповідала за допомогу в організації Всежіночого з'їзду 1908 року.
Наприкінці століття деякі з найбільш читаних російських літературних діячів у своїх творах акцентували увагу на феміністичних мотивах. У останні роки життя Лев Толстой виступав проти традиційного інституту шлюбу, порівнюючи його з примусовою проституцією та рабством, тему, яку він також торкнувся у своєму романі «Анна Кареніна». У своїх п'єсах і оповіданнях Антон Чехов зобразив різноманітних працюючих героїнь, від акторок до гувернанток, які жертвували суспільною повагою і достатком заради фінансової та особистої незалежності; попри цю жертовність, ці жінки є одними з небагатьох чеховських персонажів, які по-справжньому задоволені своїм життям.

## Революція та радянські часи

### Дореволюційний
Наприкінці 19 століття і початку 20 століття фокус російського фемінізму перемістився з аристократії на селян і робітничий клас. Пройняті соціалістичною ідеологією, молоді жінки почали організовувати жіночі профспілки серед робітниць фабрик, яких чоловіки-соціалісти, як правило, ігнорували або маргіналізували.
Між 1907 і 1917 роками Ліга рівних прав жінок була найважливішою феміністичною організацією в Росії. Як і Російське жіноче взаємне благодійне товариство, воно було зосереджено на освіті та соціальному забезпеченні, але також виступало за рівні права для жінок, включаючи виборче право, рівне спадкування та припинення паспортних обмежень. Революція 1917 року, частково викликана демонстраціями робітниць, викликала сплеск членства в організації. У тому ж році через постійне лобіювання, Росія стала першою великою державою, яка надала жінкам право голосу.

Марка із зображенням культової радянської статуї, що символізувала союз робітника і колгоспниці, що являло собою ідеал рівності за комунізму.

### Фемінізм у радянському суспільстві
Володимир Ленін, який привів до влади більшовиків під час Жовтневого перевороту, визнав важливість рівноправності жінок у створеному ними Радянському Союзі (СРСР). «Щоб здійснити емансипацію [жінки] і зробити її рівною чоловікові, — писав він у 1919 році, через два роки після революції, дотримуючись марксистських теорій, що лежали в основі радянського комунізму, — необхідно бути соціалізованими, а жінки брати участь у спільному житті і продуктивно працювати. Тоді жінка буде рівною чоловікові».
Роль жінок в суспільно-історичних подіях висвітлювали ЗМІ, художні та наукові книги, наприклад у 1966 році видавництво Наукова думка видало монографію Ж. П. Тимченка «Трудящі жінки в боротьбі за владу Рад на Україні (1917—1920 pp.)».
На практиці російські жінки за часів комунізму побачили значний успіх у захисті своїх прав. Жінкам було надано виборче право. Аборти були легалізовані в 1920 році, що зробило Радянський Союз першою країною, яка це зробила; однак між 1936 і 1955 роками аборти знову були заборонені. У 1922 році в Радянському Союзі зґвалтування в шлюбі було визнано незаконним. Відпустка у зв'язку з вагітністю та пологами була передбачена законом, і була створена національна мережа центрів догляду за дітьми. Перша конституція країни визнала рівні права жінок.
Хоча панівна радянська ідеологія підкреслювала повну гендерну рівність, а багато радянських жінок працювали та мали вчений ступінь, вони переважно не брали участі в основних політичних подіях та інститутах. Політичні та економічні лідери були переважно чоловіками. За офіційними даними, у Верховній Раді СРСР більше жінок, ніж у законодавчих органах більшості демократичних країн разом узятих, проте лише дві жінки, Катерина Фурцева та Галина Семенова, за весь час входили до складу Політбюро партії.
До 1970-х років, коли рух за звільнення жінок був основним терміном в американському суспільному дискурсі, в Радянському Союзі не існувало жодного схожого руху, незважаючи на гендерну нерівність доходів і рівень додаткової роботи в сім'ї, більший, ніж у американських жінок, за твердженнями американських дослідників. У відкритому листі до керівництва країни незадовго до того, як його вигнали з неї в 1974 році, письменник-дисидент Олександр Солженіцин говорив про нібито важкий тягар, покладений на жінок виконувати чорну роботу в радянському суспільстві: «Як можна не відчувати сором і співчуття при вигляді наших жінок, які несуть важкі кургани каміння для мощення вулиці?».
Сміт писав, що багато жінок, з якими він спілкувався, скаржилися, що «їхня емансипація була фактично експлуатацією», оскільки економічні обставини фактично змушували їх працювати, поки вони виконували домашні обов'язки, і вони часто були втомлені; і що на відміну від західних жінок, радянські жінки «регулярно бачили свою ідею визволення як менше працювати і мати більше можливостей залишатися вдома».
У радянському суспільстві все ще панували сексистські настрої. Чоловіки в керівництві часто не сприймали жінок чи їхні ідеї всерйоз і виключали їх із багатьох дискусій[виправити стиль]. Домашнє насильство та сексуальні домагання продовжували існувати. Тим не менш, соціологічні дослідження того часу виявили, що радянські жінки, як правило, не розглядали свою нерівність як проблему.

## Гласність і пострадянська Росія
У середині 1980-х Михайло Горбачов запровадив гласність, що дозволило більше свободи слова та організації, ніж будь-коли небудь раніше в СРСР. Ця відкритість викликала сплеск політичних дій жінок, академічних досліджень, а також мистецьких і бізнесових дій. Крім того, жінки усвідомлювали, що новий уряд мало допоможе в їх економічній та соціальній боротьбі. Громадяни Радянського Союзу могли подавати скарги та отримувати відшкодування через Комуністичну партію, але пострадянський уряд не розробив системи державного захисту. Жінки почали формувати власні мережі обміну ресурсами та емоційної підтримки, які іноді переросли в низові організації.
Під час гласності та після розпаду Радянського Союзу серед інтелігенток у великих культурних центрах, таких як Москва та Санкт-Петербург, почали виникати феміністичні кола. У 1990-х роках російські жінки вагалися використовувати термін «феміністка» для опису себе, оскільки вважали, що він має негативний відтінок протягом всієї російської історії, і особливо після революції, коли його ототожнювали з жінкою «пролетаріаткою», яка піклується лише про свою кар'єру, а не про сім'ю. Російський жіночий активізм у 1990-х не був явно феміністським; жінки намагалися покращити свої матеріальні та соціальні умови за допомогою будь-яких практичних засобів. Завдяки цій боротьбі виникли жіночі спільноти, які надали багатьом жінкам можливість заявити про себе в прагненні, справедливому ставленні та політичному голосі.
Політичні та економічні перетворення в пострадянській Росії спричинили глибокий економічний занепад у 1990-х роках і особливо фінансову боротьбу для жінок. Хоча багато з них працювали, жінки також повинні були бути домогосподарками. Радянські працюючі жінки часто отримували великі пільги з працевлаштування, такі як тривалі відпустки по догляду за дитиною, що штовхало жінок на роль домогосподарки. У 1990-х роках домашня робота ставала все більш вимогливою, оскільки придбання товарів стало більш трудомістким у реструктуризованій економіці. Пільги для жінок також зробили їх менш привабливими працівниками, і під час приватизації багато компаній звільняли жінок. Якщо в 1980-х роках на ринку праці було 90 % жінок, то до 1991 року жінки становили 70–80 % безробітних росіян. Роботи, доступні жінкам у 1990-х роках, часто були в секторах з низькою заробітною платою, і багато посадових інструкцій вказували, що подавати документи потрібно лише молодим, привабливим жінкам. Працевлаштовані жінки часто отримували значно меншу зарплату, ніж чоловіки, які виконували ту ж роботу.

## 21 століття

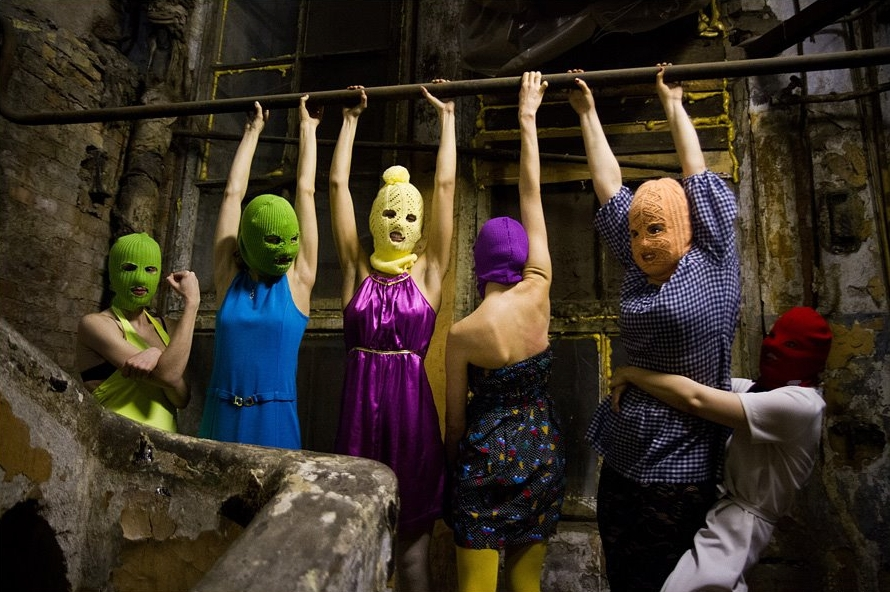
Учасниці Pussy Riot, феміністичної російської панк-рок- групи

У 2012 році феміністська панк-рок- група Pussy Riot виконала перформанс щоб показати свою опозицію Володимиру Путіну, і зіткнулася з критикою з боку Російської православної церкви та адміністрації Путіна. Трьох учасниць угруповання було заарештовано в березні 2012 року після виконання «панк-молитви» проти Путіна в Храмі Христа Спасителя в Москві. Адвокатка Церкви Лариса Павлова назвала фемінізм «смертним гріхом».